# Allium favosum
Allium favosum är en amaryllisväxtart som beskrevs av Constantine Zahariadi. Allium favosum ingår i släktet lökar, och familjen amaryllisväxter. IUCN kategoriserar arten globalt som otillräckligt studerad. Inga underarter finns listade i Catalogue of Life.